# Hanoi Hannah
Trịnh Thị Ngọ (1931 - 30 septembre 2016), également connue sous les noms Thu Hương et Hanoi Hannah, est une personnalité de la radio vietnamienne surtout connue pour son travail durant la Guerre du Vietnam, quand elle a fait des émissions en langue anglaise pour le Nord-Vietnam en direction des troupes américaines.

## Biographie
Trịnh Thị Ngọ est née à Hanoï en 1931. Son père, Trịnh Định Kính, était un homme d'affaires prospère qui possédait la plus grande usine de verre de l'Indochine française. Elle a déclaré plus tard qu'elle avait hâte d'apprendre l'anglais à cause de son désir de regarder ses films préférés tels que Autant en emporte le vent sans sous-titres. Sa famille lui a fourni des leçons privées en anglais. En 1955, alors qu'elle avait 24 ans, elle a rejoint la station de radio la Voix du Vietnam et a été choisie pour lire le journal télévisé en anglais destiné aux auditeurs des pays anglophones d'Asie,.  L'un de ses tuteurs et mentors à la station était le journaliste australien Wilfred Burchett. À cette époque, elle a adopté le pseudonyme Thu Hương, qui signifie «parfum d'automne», car il était plus facile et plus court pour ses auditeurs non vietnamiens. 

## Carrière
Pendant la guerre du Vietnam, Trịnh Thị Ngọ est devenue célèbre parmi les soldats américains pour ses émissions de propagande sur Radio Hanoi. Ses scripts ont été écrits par l'armée nord-vietnamienne et avaient pour but d'effrayer et de faire honte aux soldats afin qu'ils quittent leur poste. Elle faisait trois émissions par jour, lisait les noms d'une liste d'Américains récemment tués ou emprisonnés et jouait des chansons anti-guerre américaines populaires dans le but d'inciter à la nostalgie et au mal du pays, tentant de persuader les GI américains que l'implication américaine dans la guerre du Vietnam était injuste et immorale. Un passage qu'elle lisait souvent disait : 
How are you, GI Joe? It seems to me that most of you are poorly informed about the going of the war, to say nothing about a correct explanation of your presence over here. Nothing is more confused than to be ordered into a war to die or to be maimed for life without the faintest idea of what's going on. (Hanoi Hannah, 16 juin 1967).

## Dans la culture
Hanoi Hannah apparaît dans le film Da 5 Bloods : Frères de sang de Spike Lee, où elle est incarnée par Veronica Ngo.